# Relations entre la Bolivie et l'Union européenne
Les relations entre la Bolivie et l’Union européenne sont régies par l’accord-cadre régional de coopération de 1993. Dans les faits, les relations entre la Bolivie et l’Union se font aussi au niveau régional par l'intermédiaire de la Communauté andine. En décembre 2003, un accord de dialogue politique et de coopération a été signé.

## Commerce
Avec près de 626 millions d'euros en 2010, l'UE est le cinquième partenaire commercial de la Bolivie. De 2006 à 2011, près de 2 milliards de dollars ont été investis en Bolivie depuis l'Espagne, la France, les Pays-Bas et le Royaume-Uni pour le secteur minier et les hydrocarbures.

## Sources

## Compléments